# Тантра
Тантра (от санскрит: तन्त्र – „изтъкавам“, обозначаващо връзка, цялост), (в английския език – тантризъм) или тантрам (на санскрит: तन्त्र) се отнася до множество различни ръкописи, свързани с езотерични традиции, произлизащи от индуистката и будистката философия, и макар да имат много сходства, те имат няколко ясни различия помежду си. В индуизма това представлява религиозна философия, според която Шакти е обикновено главната богиня, издигана в култ, а вселената се смята за продукт на божествената игра между Шакти и Шива. Думата „тантра“ се използва също и в някои от свещените писания, обикновено идентифицирани с култа към Шакти. Тантра се занимава най-вече с духовни практики и ритуални системи, чиято цел е освобождение от незнанието и цикъла на прераждането. Тантрическото движение оставя своето влияние върху религията бон, индуистките будистките и джайнистките религиозни традиции. Тантра в различните си форми съществува в Индия, Непал, Китай, Япония, Тибет, Корея, Камбоджа, Бирма, Индонезия и Монголия.
Въпреки опитите си и предпазливостта си да не слага строги дефиниции за тантра, Дейвид Гордън Уайт предлага следното определение:
„Тантра е тази, характерна за Азия съвкупност от вярвания и практики, които работят на принципа, според който вселената не е нищо друго освен реалното проявление на божествената енергия на божествената същност, която сътворява и поддържа тази вселена, и съответно търси ритуално да възприеме и канализира тази енергия в човешкия микрокосмос по творчески, градивно-съзидателни и освобождаващи начини.“
Според Лама Тубтен Йеше, практикуващ тантрическото течение на тибетския будизъм:
„...всеки един от нас е единство на цялата универсална енергия. Всичко, от което се нуждаем, за да бъдем цялостни и завършени, е вътре в нас, точно в този момент. Въпросът е само в умението ни да го осъзнаем. Това е тантрическият подход.“
Според автора на някои тантрически писания, Геше Келсанг Гиатсо:
„Тантра е определена като една вътрешна реализация, която функционира, за да предотврати обичайните явления и концепции, за да достигне четирите цялостни пречиствания – на обкръжение, тяло, развлечения и дела.“
От лингвистична гледна точка, трите думи мантрам, тантрам и янтрам са свързани в древните традиции на Индия (както и фонологично). Мантрам означава повтарям монотонно/пея или Познанието, Тантрам означава Философията (и ритуалът или действието), a Янтрам обозначава Значението или машината, чрез която човек се очаква да ръководи живота си в този свят.

## Цялостен поглед
Има няколко различни дефиниции за тантра от различни гледни точки, при това не всички са съвместими една с друга. Робърт Браун отбелязва, че терминът тантризъм е конструкция на Западната ерудиция и че:
„Не е концепция, която идва от самата религиозна система, въпреки че обикновено се разпознава вътрешно като различна от Ведическата традиция. Което незабавно слага подозрение, че влиза в независима категория.“
Тантра е по-скоро акумулираща различни практики и идеи, отколкото да е самостоятелна и тясно свързана система с един аспект или практика.
Практикуващият Тантра търси използването на прана (божествена сила), която тече през вселената (включително и в тялото на човека), за да достигне целеустремено целите си. Тези цели могат да бъдат духовни, материални или и двете. Също така мистичното преживяване и ръководството на гуру се смятат за наложителни.
В напредъка на работата с енергия, практикуващият има няколко инструмента в ръка. И те включват: йога, да задвижи процесите, които да свържат практикуващия с божественото, също така важна е употребата на визуализации на божества и вербално пробуждане чрез мантри, които могат да бъдат тълкувани както ако се гледат или се слушат вътрешно и се пеят така, че вибрацията им да послужи за изместване в по-високо ниво на вътрешно съществуване и да увеличи усещането за космическата вибрация чрез ежедневна практика. Идентификация на божественото се извършва често чрез пълна идентификация с божество.
Тантризмът е търсене на духовно съвършенство и духовна сила. Неговата цел е да се достигне пълен контрол на собственото съзнание и на всички природни сили и така да достигне единство с космоса и божественото. За овладяването на тантрическите методи се изисква дългосрочна практика и инициация от гуру (духовен учител). Методите на Йога, включително дихателните техники и пози, служат за предразполагане на тялото към контрол на волята. Мудри (движения с ръце), мантри (сричка или звук), думи и фрази, мандали и янтри, символични диаграми на силите, които работят във вселената и др. се използват в помощ за медитация и постигане на духовните сили. По време на медитация, посветения се идентифицира с различни богове и богини, символизиращи космичните сили. Той ги визуализира и слага в съзнанието си докато стане едно с тях.

## Индуизъм
Тантрическата традиция, може да се определи като паралелна, или като преплитаща се с Ведическата традиция.
Основните източници на тантрическо писмено познание са: агама, разделена на четири основни части, очертаващи метафизичното познание (джнана), съзерцателни похвати (йога), ритуални образци (крия), етически и религиозни предписания (чария). Духовните дисциплини и произхождащи школи, принадлежат към характерните части на тези агамични традиции.

### Еволюция и инволюция
Според Тантра, съществуване-съзнание-блаженство или Сатчитананда има силата и може да властва и в себе-еволюцията, и в себе-инволюцията. Пракрити или 'реалността' еволюира в многочислени и разностранни проявления, и в същото време си остава чисто съзнание, съществуващо и радващо се. В този процес на еволюция, мая крие Реалността и я разделя на антиподи, такива като: съзнателно и несъзнателно, приятно и неприятно, щастие и нещастие, радост и нерадост и т.н.
Ако не е осъзната като илюзия, тези установени състояния и обстоятелства възпрепятствуват, ограничават и пречат на индивидуалността (душата).
В този аспект, Шива и Шакти се възприемат разделено. И все пак, в Тантра, дори и на еволюционното ниво на реалност, остава чистото съзнание, съществуващо и радващо се, макар Тантра да не отрича нито действието, нито фактите и обстоятелствата на тази еволюция.

### Метод
Целта на Тантра е да усъвършенства, отколкото да отрича относителната реалност. Този процес на усъвършенстване съдържа три фази: пречистване, издигане и „потвърждение на идентичността на нивото на чистото съзнание“.

## Будизъм
Във Ваджраяна има два подхода за класификация на тантрите. Според старите преводи (Нингма) те са шест класа и се разделят на външни и вътрешни:
Външни тантри
- Крия тантра
- Чаря или Упа тантра
- Йогатантра

Вътрешни тантри
- Махайога
- Ануйога
- Атийога/Дзогчен („Великото съвършенство“)

Според новите преводи (Сарма) или Кагю, Сакя и Гелугпа тантрите са четири класа:
Трите „низши“ класа
- крия
- чаря
- йога и
- Маха-Анутара-Йога-тантра или „ненадминатата“, която допълнително се разделя на
  - бащина
  - майчина
  - недуална.

|  | Тази страница частично или изцяло представлява превод на страницата Tantra в Уикипедия на английски. Оригиналният текст, както и този превод, са защитени от Лиценза „Криейтив Комънс – Признание – Споделяне на споделеното“, а за съдържание, създадено преди юни 2009 година – от Лиценза за свободна документация на ГНУ. Прегледайте историята на редакциите на оригиналната страница, както и на преводната страница, за да видите списъка на съавторите. ВАЖНО: Този шаблон се отнася единствено до авторските права върху съдържанието на статията. Добавянето му не отменя изискването да се посочват конкретни източници на твърденията, които да бъдат благонадеждни. |